# Epicauta prosopidis
Epicauta prosopidis är en skalbaggsart som beskrevs av Werner 1973. Epicauta prosopidis ingår i släktet Epicauta och familjen oljebaggar. Inga underarter finns listade i Catalogue of Life.